# Megalomyrmex drifti
Megalomyrmex drifti är en myrart som beskrevs av Kempf 1961. Megalomyrmex drifti ingår i släktet Megalomyrmex och familjen myror. Inga underarter finns listade i Catalogue of Life.

## Bildgalleri

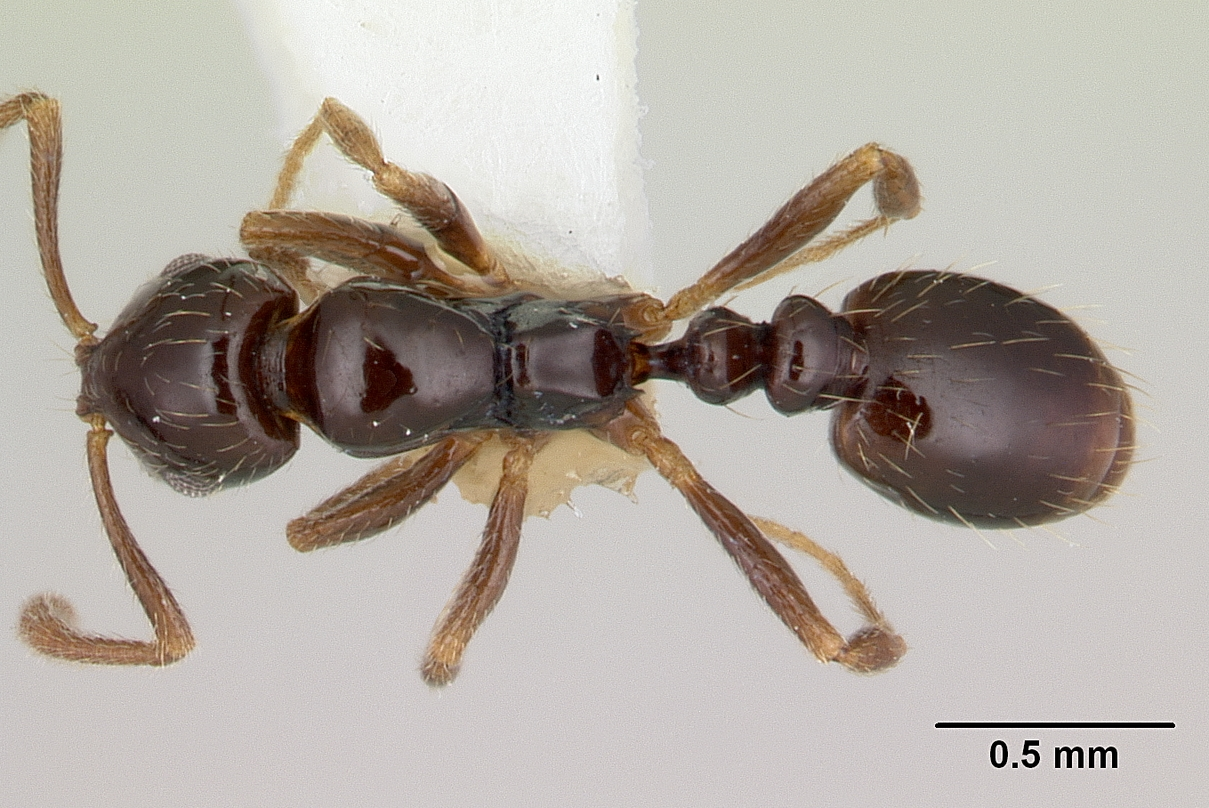
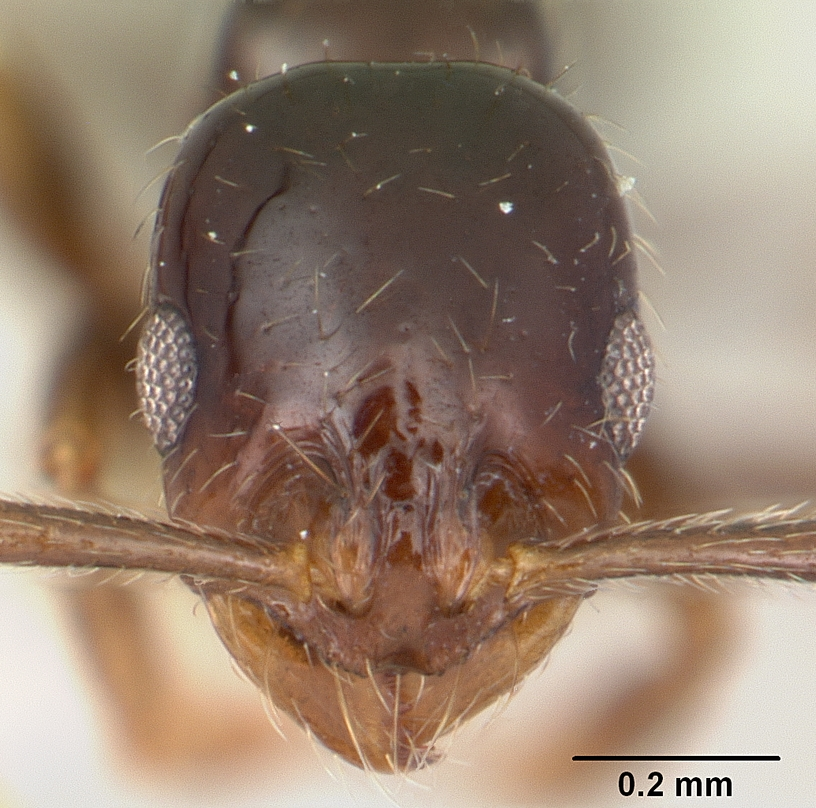
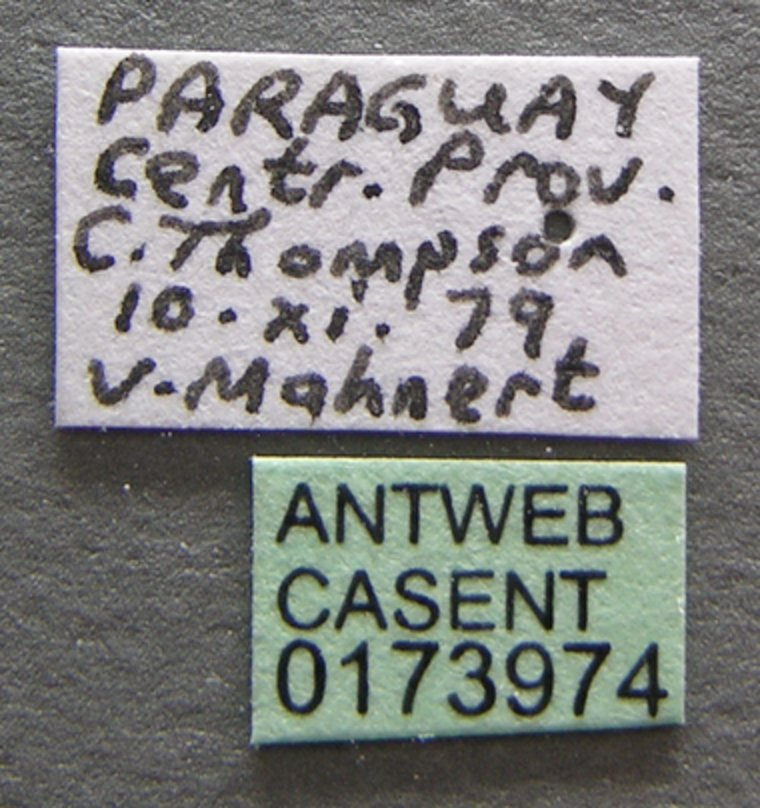
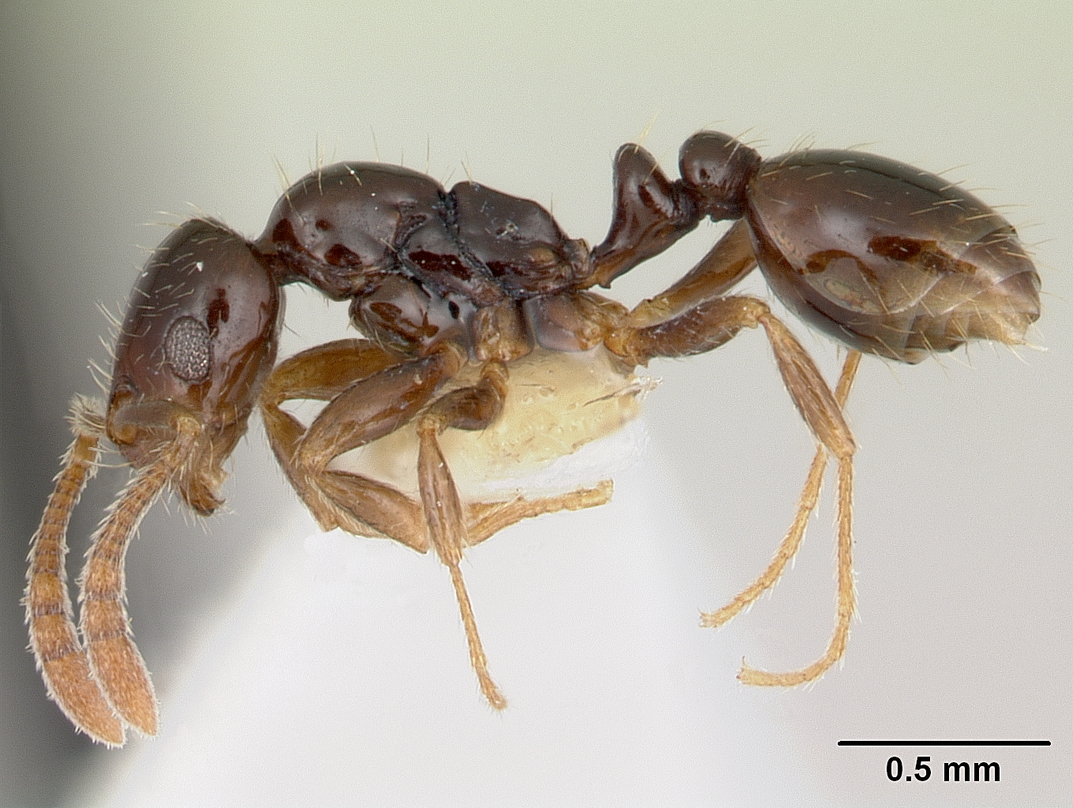
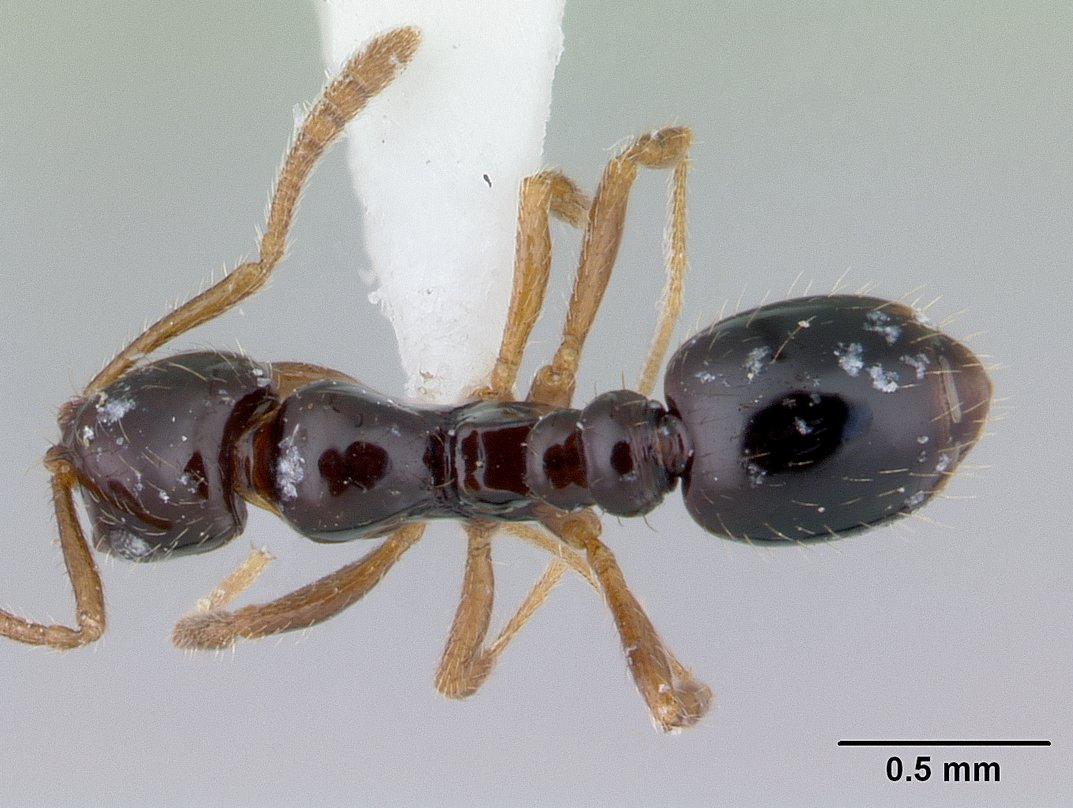
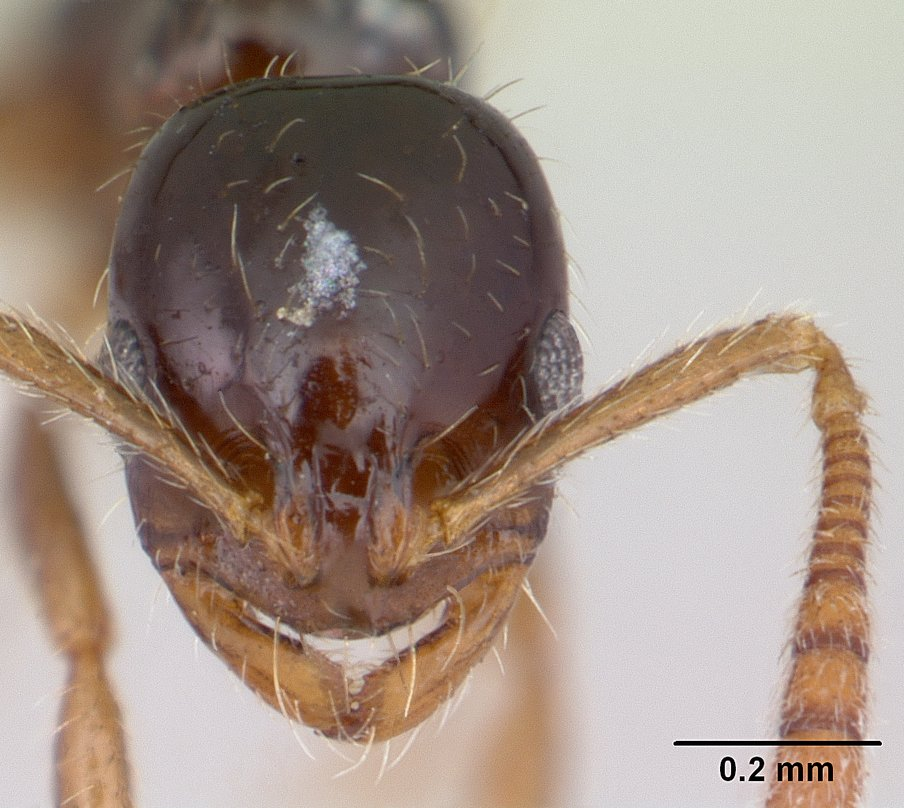